# XXXX
La XXXX (in inglese four-ex) è una marca di birre australiane prodotte dal 1878 dalla Castlemaine Perkins vicino a Brisbane, nel Queensland. Il nome XXXX fu introdotto nel 1924 in ossequio alla tradizione di indicare con la lettera X la forza di una birra.
Nella saga del Discworld ideata da Terry Pratchett, XXXX (scritto anche FourEcks) è il nome del continente del Mondo Disco che rappresenta l'Australia. Il nome non è scelto a caso, dato il consumo di birra degli abitanti di XXXX.